# Alberta Sovereignty Within a United Canada Act
 Alberta Sovereignty Within a United Canada Act (en français la « Loi sur la souveraineté de l'Alberta dans un Canada uni ») est une loi albertaine adoptée le 8 décembre 2022 qui vise à protéger l'Alberta des lois et politiques fédérales que la législature albertaine juge nuisibles aux Albertains ou à la prospérité économique de la province, dans des domaines tels que les ressources naturelles, le contrôle des armes à feu, la santé publique (COVID-19), l'éducation et l'agriculture.
La loi est controversée sur le plan constitutionnel car dans sa version initiale, elle donnait à la province le pouvoir de contourner l'Assemblée législative et de réécrire les lois comme bon lui semblait, ce qui pourrait être inconstitutionnel (ultra vires) d'après certains constitutionnalistes. Devant le tollé suscité, ce pouvoir est ensuite retiré de la loi par la législature albertaine, mais le reste de la loi demeure controversé dans son ensemble.